# Detroit (Alabama)
Detroit es un pueblo ubicado en el condado de Lamar en el estado estadounidense de Alabama. En el censo de 2000, su población era de 247. 

## Demografía
En el 2000 la renta per cápita promedia del hogar era de $ 19.531$ , y el ingreso promedio para una familia era de 29.750$. El ingreso per cápita para la localidad era de 10.107$. Los hombres tenían un ingreso per cápita de 24.643$ contra 20.000$ para las mujeres.

## Geografía
Detroit está situado en 34°1′33″N 88°10′19″O / 34.02583, -88.17194 (34.025859, -88.171810).
Según la Oficina del Censo de los EE. UU., la ciudad tiene un área total de 1.35 millas cuadradas (3.51 km ²).